# 구즈정
구즈정(葛生町)은 도치기현 남서부에 위치했던 정이다. 2005년 2월 28일에 구즈정 및 사노시·아소군 다누마정 등 3개 시·정이 합병하여 사노시가 새롭게 설치되고 폐지되었다.

## 역사
- 1889년 4월 1일 - 구즈정(제1차), 도키와촌, 히무로촌 1정 2촌이 성립하였다.
- 1955년 1월 8일 - 구즈정(제1차), 도키와촌, 히무로촌 등 3개 정·촌이 합병하여 구즈정 (제2차)이 신설되었다.
- 2005년 2월 28일 - 구즈정 및 사노시 , 다누마정 등 3개 시·정이 합병하여 사노시가 신설되고, 구즈정 등은 폐지되었다.

## 교통
- 도부 철도
  - 사노선

### 도로
- 국도 제293호선